# Altajské jazyky
Altajské jazyky jsou hypotetickou jazykovou rodinou, jež se má údajně rozléhat především na území Asie a nepatrně ve východní části Evropy. Měla by primárně zahrnovat rodiny jazyků turkických, mongolských, tunguzských a často taky japonsko-rjúkjúských, korejských a jazyka ainu. Název rodiny je odvozen od Altajského pohoří ve Střední a Východní Asii, kde se nachází prameny řek Irtyš a Ob. Většina odborníků těchto jazykových rodin nepodporuje hypotézu, že jsou tyhle skupiny příbuzné. Jedná se spíše o jazykový svaz.
Hypotéza Altajských jazyků byla poprvé zmíněna v 18. století a byla široce přijímána až do roku 1960. Od roku 1950 začalo velké množství komparativních lingvistů, po shledání údajných příbuzností jako neplatné, hypotézu odmítat. Oponenti Altajských jazyků argumentovali, že podobnosti mezi zahrnutými jazyky nevycházejí ze společného prajazyku, ale ze vzájemného jazykového kontaktu.
Prvotní návrhy hypotézy slučovaly pouze rodiny jazyků turkických, mongolských a tunguzských. Pozdější návrh pro zahrnutí japonsko-rjúkjúských a korejských jazyků, a tím vytvořit tzv. Makro-Altajskou rodinu, vyvolal (už existující) kontroverzi. Většina proponentů Altajských jazyků trvá na zahrnutí jazyků korejských. Společný pra-altajský prajazyk byl předběžně zrekonstruován Sergejem Starostinem a dalšími.
Altajská jazyková rodina by tedy zahrnovala přibližně 66 žijících jazyků. Při zahrnutí japonsko-rjúkjúských a korejských jazyků (Makro-Altajština) by se počet zahrnutých jazyků přibližně pohyboval kolem 74 (tento počet se může měnit vzhledem k tomu, co je bráno jako jazyk a co pouze za dialekt). Do čísla nejsou započítávány dřívější fáze zahrnutých jazyků (starokorejština, starojaponština či středověká mongolština).

## Dělení
- turkické jazyky
- mongolské jazyky
- tunguzské jazyky

Často se do této rodiny jazyků řadí také:
- korejština[zdroj?]
- japonsko-rjúkjúské jazyky

Zřídka zahrnována:
- ainština